# American Bureau of Shipping
American Bureau of Shipping is een classificatiebureau uit de Verenigde Staten met het hoofdkantoor in Houston, Texas. ABS werd in 1862 opgericht en is samen met Lloyd's Register en Det Norske Veritas een van de drie belangrijkste classificatiebureaus.
In Londen, Dubai, en Singapore staan regionale hoofdkantoren met kleinere kantoren in nog zo'n 70 landen.